# Ligue des champions féminine de la LEN 2023-2024
Navigation
2022-2023 2024-2025
La saison 2023-2024 de la Ligue des Champions féminine de la LEN est la 37e édition de la compétition de water-polo, anciennement Euro Ligue. Organisée par la LEN, elle met aux prises 24 équipes européennes de water-polo.
Le vainqueur se qualifie pour la Supercoupe de la LEN 2024 ainsi que pour la Ligue des champions 2024-2025.

## Présentation

### Modalités
La compétition de water-polo commence par une phase préliminaire où les équipes sont réparties en quatre groupes de cinq équipes. Les matchs sont joués lors d'un tournoi chez une équipe hôte et les équipes de chaque groupe se rencontrent une fois. Les trois meilleures équipes de chaque groupe se qualifient pour la suite de la compétition : une phase de groupes de quatre équipes avec la même formule que le tour précédent.
Le classement lors de ces phases de groupes est calculé avec le barème de points suivant :
- la victoire vaut trois points,
- la victoire aux tirs au but vaut deux points,
- la défaite aux tirs au but vaut un point,
- la défaite vaut zéro point.

En cas de match nul, à la fin du temps réglementaire, une séance de tirs au but désigne le vainqueur du match.
La phase à élimination directe comprend deux tours : une finale à quatre (Final 4) comprenant deux demi-finales et la finale. En quart de finale, le 2e d'un groupe affronte le 1er de l'autre groupe en matchs aller-retour. Pour la finale à quatre, un tirage au sort détermine les oppositions en demi-finales.

### Calendrier
| Nom                   | Dates                             | Nombre de participants |
| --------------------- | --------------------------------- | ---------------------- |
| Tour de qualification | du 17 au 20 novembre 2023         | 20                     |
| Phase de groupes      | du 7 octobre 2023 au 23 mars 2024 | 16                     |
| Final Four            | 20 et 21 avril 2024               | 4                      |

## Tour de qualification
Les trois meilleures équipes de chaque groupe progresseront dans la phase de groupes, les deux dernières équipes sont reversés en Euro Cup.

### Groupe A
Le tournoi se joue à Budapest au Hongrie.
|   | Équipe                   | Pts | J | G | Gt | Pt | P | Bp | Bc | Diff | Dép |
| - | ------------------------ | --- | - | - | -- | -- | - | -- | -- | ---- | --- |
| 1 | UVSE (en)H               | 12  | 4 | 4 | 0  | 0  | 0 | 59 | 34 | 25   | /   |
| 2 | Alimos NAC Betsson       | 9   | 4 | 3 | 0  | 0  | 1 | 51 | 43 | 8    | /   |
| 3 | Ferencvárosi TC          | 6   | 4 | 2 | 0  | 0  | 2 | 55 | 40 | 15   | /   |
| 4 | ANÓ Glyfádas             | 3   | 4 | 1 | 0  | 0  | 3 | 37 | 63 | -26  | /   |
| 5 | Wasserfreunde Spandau 04 | 0   | 4 | 0 | 0  | 0  | 4 | 29 | 51 | -22  | /   |

| Résultats (dom.\ext.) | USVE | Ali.  | Fev. | Gly.  | Spa. |
| UVSEH |      | 12-7  | 11-9 | 21-11 | 15-7 |
| Alimos NAC Betsson |      |       |      |       |      |
| Ferencvárosi TC |      | 13-14 |      | 17-8  | 16-7 |
| ANÓ Glyfádas |      | 9-19  |      |       | 9-6  |
| Wasserfreunde Spandau 04 |      | 9-11  |      |       |      |
| - Victoire à domicile - Victoire à domicile aux tirs au but - Victoire à l'extérieur aux tirs au but - Victoire à l'extérieur |      |       |      |       |      |

### Groupe B
Le tournoi se joue à Mulhouse au France.
|   | Équipe               | Pts | J | G | Gt | Pt | P | Bp | Bc | Diff | Dép |
| - | -------------------- | --- | - | - | -- | -- | - | -- | -- | ---- | --- |
| 1 | Mulhouse Water-PoloH | 12  | 4 | 0 | 0  | 0  | 0 | 48 | 37 | 11   | /   |
| 2 | Ethnikós             | 8   | 4 | 2 | 1  | 0  | 1 | 48 | 44 | 4    | /   |
| 3 | CE Mediterrani       | 5   | 4 | 1 | 0  | 2  | 1 | 59 | 58 | 1    | /   |
| 4 | Pallanuoto Trieste   | 3   | 4 | 1 | 0  | 0  | 3 | 42 | 51 | -9   | /   |
| 5 | CS Plebiscito Padova | 2   | 4 | 0 | 1  | 0  | 3 | 42 | 29 | 13   | /   |

| Résultats (dom.\ext.) | Mul. | Eth.  | Med.  | Tri.  | Pad.  |
| Mulhouse Water-PoloH |      | 13-10 | 14-12 | 10-9  | 11-6  |
| Ethnikós |      |       | 17-15 | 12-9  | 9-7   |
| CE Mediterrani |      |       |       | 17-10 | 15-17 |
| Pallanuoto Trieste |      |       |       |       |       |
| CS Plebiscito Padova |      |       |       | 12-14 |       |
| - Victoire à domicile - Victoire à domicile aux tirs au but - Victoire à l'extérieur aux tirs au but - Victoire à l'extérieur |      |       |       |       |       |

1. ↑  4-2 aux tirs au but.
2. ↑  2-4 aux tirs au but.

### Groupe C
Le tournoi se joue à Mataró au Espagne.
|   | Équipe                       | Pts | J | G | Gt | Pt | P | Bp | Bc | Diff | Dép |
| - | ---------------------------- | --- | - | - | -- | -- | - | -- | -- | ---- | --- |
| 1 | CN MataróH                   | 12  | 4 | 4 | 0  | 0  | 0 | 68 | 36 | 32   | /   |
| 2 | NÓ Vouliagménis              | 9   | 4 | 3 | 0  | 0  | 1 | 46 | 37 | 9    | /   |
| 3 | CN Terrassa                  | 6   | 4 | 2 | 0  | 0  | 2 | 42 | 57 | -15  | /   |
| 4 | Budapesti Vasutas Sport Club | 2   | 4 | 0 | 1  | 0  | 3 | 44 | 57 | -13  | /   |
| 5 | ZV De Zaan                   | 1   | 4 | 0 | 0  | 1  | 3 | 48 | 61 | -13  | /   |

| Résultats (dom.\ext.) | Mat. | Vou. | Ter.  | Bud.  | De Z. |
| CN MataróH |      | 15-9 | 20-7  | 18-9  | 15-11 |
| NÓ Vouliagménis |      |      | 11-6  | 12-8  | 14-8  |
| CN Terrassa |      |      |       | 17-10 | 16-15 |
| Budapesti Vasutas Sport Club                                                                                                  |      |      | 11-13 |       | 16-14 |
| ZV De Zaan |      |      |       |       |       |
| - Victoire à domicile - Victoire à domicile aux tirs au but - Victoire à l'extérieur aux tirs au but - Victoire à l'extérieur |      |      |       |       |       |

1. ↑  5-3 aux tirs au but.

### Groupe D
Le tournoi se joue à Rome au Italie.
|   | Équipe                     | Pts | J | G | Gt | Pt | P | Bp | Bc | Diff | Dép |
| - | -------------------------- | --- | - | - | -- | -- | - | -- | -- | ---- | --- |
| 1 | CN Sant Andreu             | 12  | 4 | 4 | 0  | 0  | 0 | 62 | 32 | 30   | /   |
| 2 | SIS RomaH                  | 9   | 4 | 3 | 0  | 0  | 1 | 48 | 36 | 12   | /   |
| 3 | Dunaújvárosi FVE           | 5   | 4 | 1 | 1  | 0  | 2 | 54 | 36 | 18   | /   |
| 4 | Lille Métropole Water-Polo | 4   | 4 | 1 | 0  | 1  | 2 | 50 | 45 | 5    | /   |
| 5 | ASPTT Nancy                | 0   | 4 | 0 | 0  | 0  | 4 | 23 | 88 | -65  | /   |

| Résultats (dom.\ext.) | St-A. | Rom. | Dun.  | Lil. | Nan. |
| CN Sant Andreu |       |      |       |      | 22-3 |
| SIS RomaH | 9-15  |      | 9-8   | 9-8  | 21-5 |
| Dunaújvárosi FVE | 9-11  |      |       |      | 24-6 |
| Lille Métropole Water-Polo | 11-14 |      | 10-13 |      |      |
| ASPTT Nancy |       |      |       | 9-21 |      |
| - Victoire à domicile - Victoire à domicile aux tirs au but - Victoire à l'extérieur aux tirs au but - Victoire à l'extérieur |       |      |       |      |      |

1. ↑  0-3 aux tirs au but.

## Phase de groupes
Les équipes terminant à la première place de leur poule sont directement qualifiées pour le Final 4, les trois autres équipes sont reversés en Euro Cup.

### Groupe A
|   | Équipe           | Pts | J | G | Gt | Pt | P | Bp | Bc | Diff | Dép |
| - | ---------------- | --- | - | - | -- | -- | - | -- | -- | ---- | --- |
| 1 | CN Sant Andreu   | 17  | 6 | 3 | 1  | 0  | 0 | 75 | 57 | 18   | /   |
| 2 | CN Terrassa      | 9   | 6 | 3 | 0  | 0  | 3 | 59 | 67 | -8   | /   |
| 3 | Orizzonte Catane | 6   | 6 | 2 | 0  | 0  | 4 | 68 | 65 | 3    | /   |
| 4 | SIS Roma         | 4   | 6 | 1 | 0  | 1  | 4 | 63 | 76 | -13  | /   |

| Résultats (dom.\ext.) | Cat.  | St-A. | Rom.  | Ter. |
| Orizzonte Catane |       | 10-11 | 16-11 | 15-9 |
| CN Sant Andreu | 13-9  |       | 10-9  | 15-9 |
| SIS Roma | 11-10 | 14-15 |       | 8-12 |
| CN Terrassa | 10-8  | 6-11  | 13-10 |      |
| - Victoire à domicile - Victoire à domicile aux tirs au but - Victoire à l'extérieur aux tirs au but - Victoire à l'extérieur |       |       |       |      |

1. ↑  4-5 aux tirs au but.

### Groupe B
|   | Équipe              | Pts | J | G | Gt | Pt | P | Bp | Bc | Diff | Dép |
| - | ------------------- | --- | - | - | -- | -- | - | -- | -- | ---- | --- |
| 1 | CN Sabadell         | 18  | 6 | 6 | 0  | 0  | 0 | 91 | 55 | 36   | /   |
| 2 | Alimos NAC Betsson  | 9   | 6 | 3 | 0  | 0  | 3 | 69 | 76 | -7   | /   |
| 3 | Mulhouse Water-Polo | 5   | 6 | 1 | 1  | 0  | 4 | 77 | 94 | -17  | /   |
| 4 | Dunaújvárosi FVE    | 4   | 6 | 1 | 0  | 1  | 4 | 70 | 82 | -12  | /   |

| Résultats (dom.\ext.) | Sab.  | Mul.  | Bet.  | Dun.  |
| CN Sabadell |       | 18-10 | 14-7  | 18-12 |
| Mulhouse Water-Polo | 10-19 |       | 13-16 | 18-16 |
| Alimos NAC Betsson | 8-13  | 12-15 |       | 14-10 |
| Dunaújvárosi FVE | 8-9   | 13-11 | 11-12 |       |
| - Victoire à domicile - Victoire à domicile aux tirs au but - Victoire à l'extérieur aux tirs au but - Victoire à l'extérieur |       |       |       |       |

1. ↑  3-1 aux tirs au but.

### Groupe C
|   | Équipe          | Pts | J | G | Gt | Pt | P | Bp | Bc | Diff | Dép |
| - | --------------- | --- | - | - | -- | -- | - | -- | -- | ---- | --- |
| 1 | CN Mataró       | 18  | 6 | 6 | 0  | 0  | 0 | 93 | 36 | 57   | /   |
| 2 | Ethnikós        | 7   | 6 | 2 | 0  | 1  | 3 | 67 | 83 | -16  | /   |
| 3 | Ferencvárosi TC | 6   | 6 | 2 | 0  | 0  | 4 | 64 | 68 | -4   | /   |
| 4 | Egri VK         | 5   | 6 | 1 | 1  | 0  | 4 | 54 | 91 | -37  | /   |

| Résultats (dom.\ext.) | Egr.  | Mat. | Eth.  | Fer.  |
| Egri VK |       | 5-18 | 16-15 | 9-8   |
| CN Mataró | 18-6  |      | 18-8  | 13-5  |
| Ethnikós | 14-11 | 4-13 |       | 15-13 |
| Ferencvárosi TC | 18-7  | 8-13 | 12-11 |       |
| - Victoire à domicile - Victoire à domicile aux tirs au but - Victoire à l'extérieur aux tirs au but - Victoire à l'extérieur |       |      |       |       |

1. ↑  5-4 aux tirs au but.

### Groupe D
|   | Équipe              | Pts | J | G | Gt | Pt | P | Bp | Bc | Diff | Dép |
| - | ------------------- | --- | - | - | -- | -- | - | -- | -- | ---- | --- |
| 1 | Olympiakos Le Pirée | 18  | 6 | 6 | 0  | 0  | 0 | 84 | 47 | 37   | /   |
| 2 | NÓ Vouliagménis     | 9   | 6 | 3 | 0  | 0  | 3 | 62 | 65 | -3   | /   |
| 3 | UVSE                | 9   | 6 | 3 | 0  | 0  | 3 | 62 | 62 | 0    | /   |
| 4 | CE Mediterrani      | 0   | 6 | 0 | 0  | 0  | 6 | 55 | 89 | -34  | /   |

| Résultats (dom.\ext.) | Le P. | USVE  | Vou.  | Med. |
| Olympiakos Le Pirée |       | 15-8  | 12-7  | 21-7 |
| UVSE | 6-7   |       | 9-8   | 10-7 |
| NÓ Vouliagménis | 9-14  | 13-11 |       | 14-9 |
| CE Mediterrani | 10-15 | 12-18 | 10-11 |      |
| - Victoire à domicile - Victoire à domicile aux tirs au but - Victoire à l'extérieur aux tirs au but - Victoire à l'extérieur |       |       |       |      |

## Finale à quatre
La Finale à quatre (ou en anglais : Final Four) est programmée les 20 et 21 avril 2024 au Nova de l'Escullera de Barcelone (Espagne).
Un tirage au sort effectué le 12 mai détermine les équipes qui s'affrontent en demi-finales.
|  | Demi-finales         | Demi-finales         |                        |    | Finale               | Finale               |
|  | Demi-finales         | Demi-finales         |                        |    | Finale               | Finale               |
|  |                      |                      |                        |    |                      |                      |
|  | 20 avril 2024, 12h00 | 20 avril 2024, 12h00 |                        |    | 21 avril 2024, 14h00 | 21 avril 2024, 14h00 |
|  | 20 avril 2024, 12h00 | 20 avril 2024, 12h00 |                        |    | 21 avril 2024, 14h00 | 21 avril 2024, 14h00 |
|  | CN Sant Andreu       | 9                    |                        |    | 21 avril 2024, 14h00 | 21 avril 2024, 14h00 |
|  | CN Sant Andreu       | 9                    |                        |    | 21 avril 2024, 14h00 | 21 avril 2024, 14h00 |
|  | CN Sabadell          | 14                   |                        |    | 21 avril 2024, 14h00 | 21 avril 2024, 14h00 |
|  | CN Sabadell          | 14                   | CN Sant Andreu         | 8  |                      |                      |
|  | 20 avril 2024, 14h00 |                      | CN Sant Andreu         | 8  |                      |                      |
|  |                      | CN Mataró            | 7                      |    |                      |                      |
|  | Olympiakos Le Pirée  | CN Mataró            | 7                      | 16 |                      |                      |
|  | Olympiakos Le Pirée  |                      |                        | 16 |                      |                      |
|  | CN Mataró            | 12                   |                        |    |                      |                      |
|  | CN Mataró            | 12                   | Match pour la 3e place |    |                      |                      |
|  |                      |                      |                        |    |                      |                      |
|  | 21 avril 2024, 12h00 |                      |                        |    |                      |                      |
|  |                      |                      |                        |    |                      |                      |
|  | CN Sabadell          | 16                   |                        |    |                      |                      |
|  | CN Sabadell          | 16                   |                        |    |                      |                      |
|  | Olympiakos Le Pirée  | 10                   |                        |    |                      |                      |
|  | Olympiakos Le Pirée  | 10                   |                        |    |                      |                      |

### Demi-finales
| 20 avril 2024 | CN Sant Andreu   | 9 - 14               | CN Sabadell |                                                                                    |                                                                                    |
| 12h00         |                  | (2–2, 3–6, 3–2, 1–4) |             | Nova de l'Escullera, Barcelone (Espagne) Arbitrage : Alessia Ferrari Michiel Zwart | Nova de l'Escullera, Barcelone (Espagne) Arbitrage : Alessia Ferrari Michiel Zwart |
| 12h00         | Rapport de match |                      |             | Nova de l'Escullera, Barcelone (Espagne) Arbitrage : Alessia Ferrari Michiel Zwart | Nova de l'Escullera, Barcelone (Espagne) Arbitrage : Alessia Ferrari Michiel Zwart |

| 20 avril 2024 | Olympiakos Le Pirée | 16 - 12              | CN Mataró |                                                                                   |                                                                                   |
| 14h00         |                     | (2–2, 3–4, 6–2, 5–4) |           | Nova de l'Escullera, Barcelone (Espagne) Arbitrage : Nora Debreceni Boris Margeta | Nova de l'Escullera, Barcelone (Espagne) Arbitrage : Nora Debreceni Boris Margeta |
| 14h00         | Rapport de match    |                      |           | Nova de l'Escullera, Barcelone (Espagne) Arbitrage : Nora Debreceni Boris Margeta | Nova de l'Escullera, Barcelone (Espagne) Arbitrage : Nora Debreceni Boris Margeta |

### Match pour la troisième place
| 21 avril 2024 | CN Sant Andreu   | 8 - 7                | CN Mataró |                                                                                    |                                                                                    |
| 12h00         |                  | (1–2, 4–1, 1–2, 2–2) |           | Nova de l'Escullera, Barcelone (Espagne) Arbitrage : Alessia Ferrari Michiel Zwart | Nova de l'Escullera, Barcelone (Espagne) Arbitrage : Alessia Ferrari Michiel Zwart |
| 12h00         | Rapport de match |                      |           | Nova de l'Escullera, Barcelone (Espagne) Arbitrage : Alessia Ferrari Michiel Zwart | Nova de l'Escullera, Barcelone (Espagne) Arbitrage : Alessia Ferrari Michiel Zwart |

### Finale
| 21 avril 2024 | CN Sabadell      | 16 - 10              | Olympiakos Le Pirée |                                                                                    |                                                                                    |
| 14h00         |                  | (2–1, 5–3, 6–3, 3–3) |                     | Nova de l'Escullera, Barcelone (Espagne) Arbitrage : Alessia Ferrari Boris Margeta | Nova de l'Escullera, Barcelone (Espagne) Arbitrage : Alessia Ferrari Boris Margeta |
| 14h00         | Rapport de match |                      |                     | Nova de l'Escullera, Barcelone (Espagne) Arbitrage : Alessia Ferrari Boris Margeta | Nova de l'Escullera, Barcelone (Espagne) Arbitrage : Alessia Ferrari Boris Margeta |